# Гелиогабал
Це́зарь Марк Авре́лий Антони́н Пий Фе́ликс А́вгуст  (лат. Caesar Marcus Aurelius Antoninus Pius Felix Augustus; при рождении — Секст Ва́рий Ави́т Бассиа́н, лат. Sextus Varius Avitus Bassianus; в историографии — Гелиогаба́л, лат. Heliogabalus или Элагаба́л, лат. Elagabalus; 204, Эмеса / Рим — 11 марта 222, Рим) — римский император из династии Северов, правивший в 218—222 годах.
Гелиогабал пришёл к власти в результате военного восстания против Макрина, объявив себя незаконнорождённым сыном императора Каракаллы, убитого в 217 году. Став императором, принял имя Марк Аврелий Антонин, чтобы укрепить связь со своим предполагаемым отцом Каракаллой и династией Антонинов. Четырёхлетнее правление вызвало ненависть римлян к Гелиогабалу, что привело к его насильственной смерти. Имя Элагабал, которое носил почитаемый им бог, было присвоено императору уже через много лет после его смерти.
С античности до наших дней имя Гелиогабала связывается с распущенностью, моральным упадком Римской империи и насаждением ближневосточной культуры. Конфликт между римским консерватизмом и сирийской религиозной традицией, которую поддерживал и насаждал в Риме император, омрачил его короткое правление.

## Происхождение

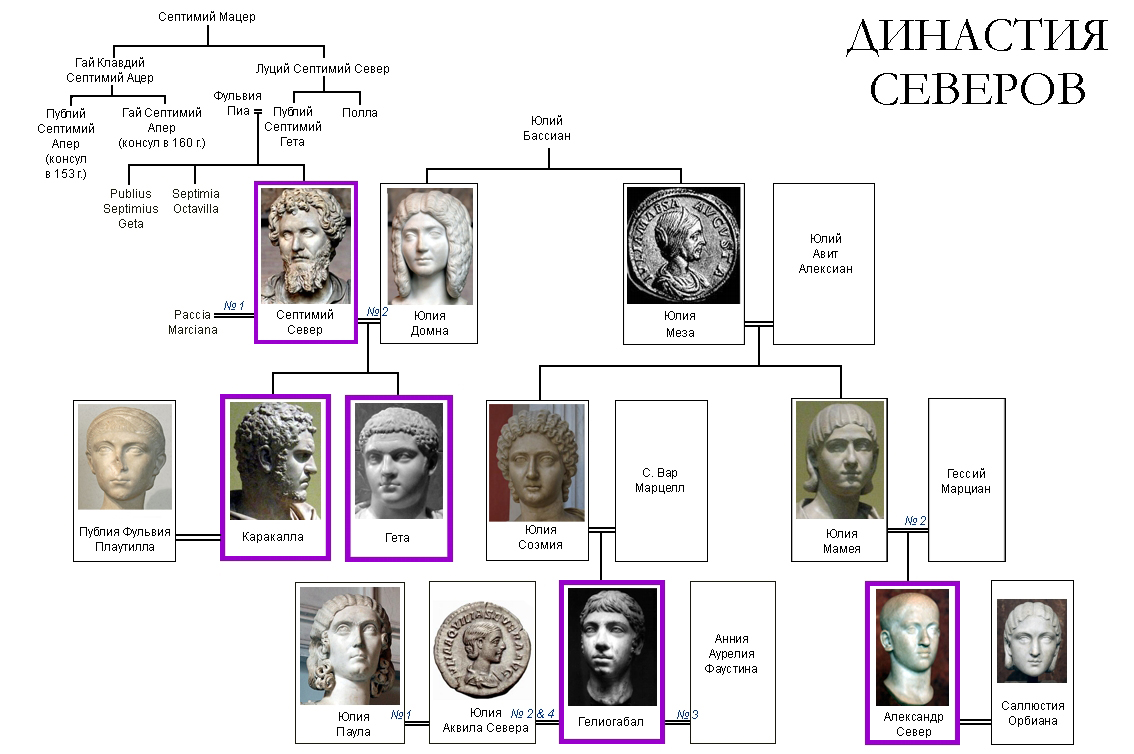
Династия Северов

Гелиогабал родился в 204 году, предположительно, в Риме, где в тот период проживали его родители, либо в финикийском городе Эмеса. Его отец Марцелл был родом из сирийской Апамеи, при императоре Септимии Севере смог выслужиться из сословия эквитов и получить административную должность в Риме, а в правление Каракаллы попал в Сенат и затем был наместником североафриканской провинции Нумидия вплоть до своей кончины в 217 году.
Мать Гелиогабала, Юлия Соэмия Бассиана, была старшей дочерью Юлии Месы, сестры императрицы Юлии Домны. Юлия Домна приходилась женой Септимию Северу и матерью Каракаллы. Отец Юлии Домны и Юлии Месы — Юлий Бассиан — имел наследную должность жреца финикийского бога солнца Элагабала, считавшегося покровителем города Эмеса. От него происходит имя Бассиан (от восточного наименования жреца Basus), которое носил не только император Гелиогабал до своего воцарения, но также Каракалла и двоюродный брат и преемник Гелиогабала — Александр Север. Таким образом, семья Юлия Бассиана принадлежала к сирийской знати и имела большое влияние в регионе. Род Бассиана имел арабское происхождение и, вероятно, восходил к Сампсикерамидам, правившим Эмесой до 79 года в качестве римских вассалов, а через них к мавретанскому царю Птолемею, Клеопатре Египетской и Марку Антонию.
Возможно, связь Гелиогабала с родом Северов была ещё ближе и непосредственнее: мать будущего императора в юности состояла в любовной связи с Каракаллой, отчего поговаривали, будто сын её родился именно от младшего Севера, а не от законного супруга.
Детство Гелиогабал провёл в Риме при императорском дворе. Его воспитанием во время наместничества отца в Нумидии занимались мать и бабушка. После убийства Каракаллы бывший префект претория, а теперь новый император Макрин сослал Юлию Месу с семьёй в Эмес. Здесь 13-летний Варий Авит (Гелиогабал) вступил в наследование семейной должности жреца. Говорили о его незаурядной внешней красоте. Имя божества (латинизированное арабское Ilāh ha-Gabal, где ilāh — бог, gabal — гора, то есть «Бог горы», эмеский аналог Баала) Гелиогабал никогда не носил при жизни и не получал от современников. Появившееся в связи с ложной этимологией имя Гелиогабал («эл» — семитское «бог» — часто заменялось на греческое «гелиос» — солнце) было присвоено императору хронистами в IV веке.

## Правление

### Приход к власти

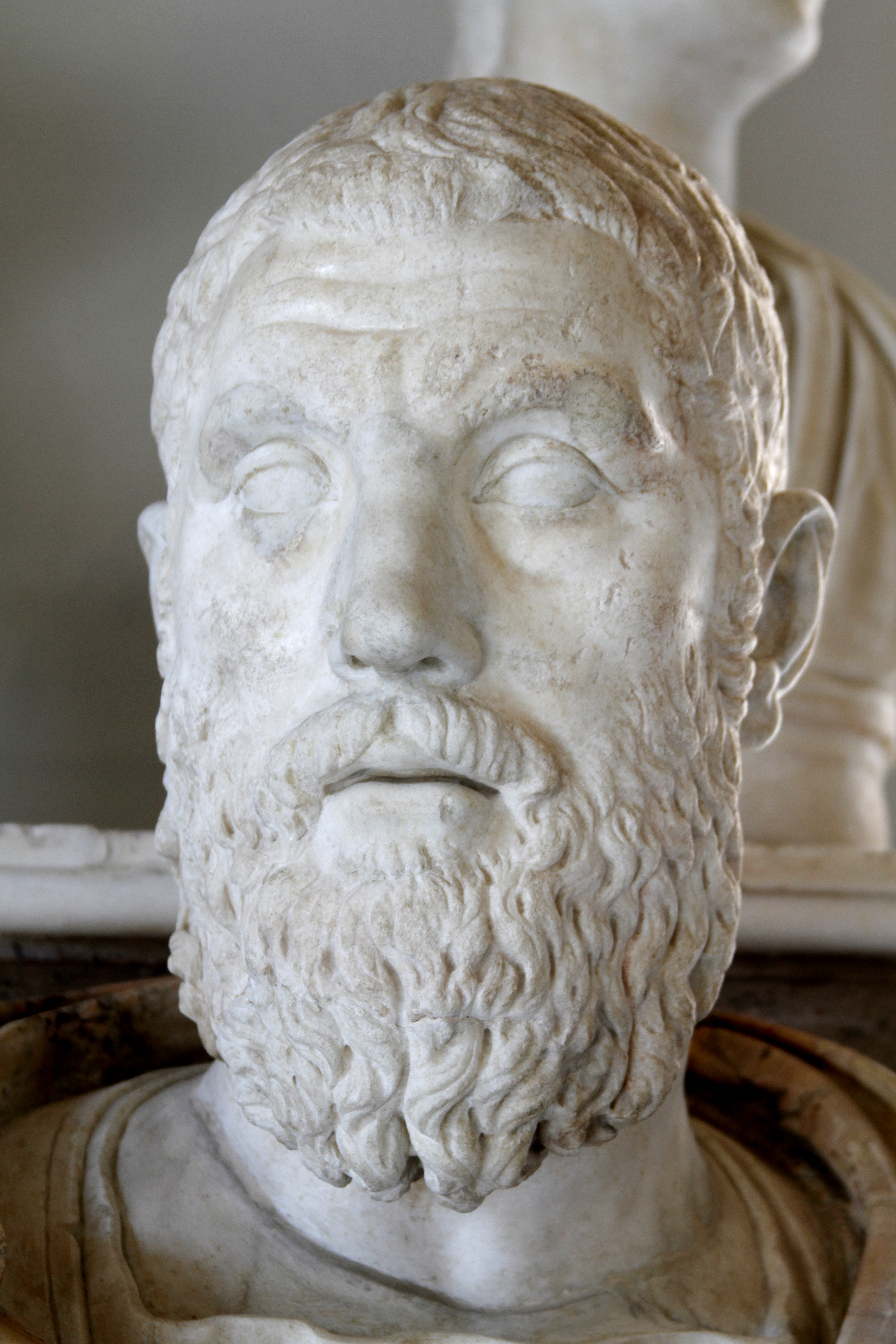
Макрин — император, чьё правление было первым смещением династии Северов.

Юлия Меса в ссылке в Эмесе, пользуясь своими богатством и влиянием, с помощью генерала Ганниса агитировала против Макрина, не пользовавшегося популярностью среди солдат из-за политики жёсткой экономии. Также Макрин старался скрыть свою причастность к убийству предшественника Каракаллы. Когда распространился слух, якобы Гелиогабал был незаконнорождённым сыном Каракаллы, располагавшийся поблизости, в Рафане, III Галльский легион под командованием Публия Валерия Комазона Евтихиана на рассвете 16 мая 218 года провозгласил (не исключено, что при финансовой поддержке Юлии Месы) 14-летнего Гелиогабала цезарем. Так началось восстание против Макрина. Сенаторы, верные Каракалле, также поддержали мятеж. Для утверждения своей легитимности Гелиогабал взял имя Marcus Aurel(l)ius Antoninus, которое носил Каракалла. Дион Кассий писал, что некоторые офицеры пытались призвать солдат сохранить верность Макрину, но безуспешно.
Префект претория Ульпий Юлиан ответил на атаку III Галльского легиона, очевидно по приказу Макрина (хотя один источник сообщает, что по собственной инициативе, до того, как Макрин узнал о восстании). Геродиан писал, что Макрин недооценивал угрозу. Во время битвы солдаты Юлиана убили своих офицеров и перешли на сторону Гелиогабала.
Сенат подчинился требованию Макрина признать Гелиогабала «лжеантонином» и объявить войну ему и его семье. Макрин назначил своего 9-летнего сына Диадумениана соправителем и попытался обеспечить лояльность II Парфянского легиона крупными денежными выплатами. Во время банкета в честь этого события в Апамее гонец вручил Макрину отрубленную голову его поверженного префекта Юлиана. Макрин отступил в Антиохию, а II Парфянский легион присягнул Гелиогабалу.
Легионеры Гелиогабала под предводительством Ганниса сокрушили войска Макрина и Диадумениана 8 июня 218 года в битве при Антиохии, когда отряды Макрина нарушили строй, увидев бегство Макрина с поля боя. Макрин устремился в Италию, но был схвачен в Халкидоне и казнён в Каппадокии. Диадумениана схватили и казнили в Зевгме.
В этом же месяце Гелиогабал написал в Сенат, приняв императорские титулы, не дожидаясь одобрения Сената, что нарушало традицию, но было обычной практикой среди императоров III века. Направленные в Рим письма провозглашали амнистию для Сената, подтверждали его законы, но осуждали администрацию Макрина и его сына.
Сенаторы признали Гелиогабала императором и сыном Каракаллы. В середине июня 218 года Гелиогабала провозгласили консулом. Также Сенат обожествил Каракаллу и Юлию Домну, а Юлия Меса и Юлия Соэмия получили титул «авгу́ста», имя же Макрина было вычеркнуто Сенатом (императорские артефакты Гелиогабала свидетельствуют, что документально он наследовал власть от Каракаллы напрямую). Комазон стал командующим Преторианской гвардией. Сенат назвал Гелиогабала «отцом отечества» (pater patriae) до 13 июля 218 года. 14 июля был принят в коллегии всех римских священнослужителей, включая Коллегию понтификов, где его назвали «Великим понтификом» (pontifex maximus).

### Прибытие в Рим
Гелиогабал некоторое время оставался в Антиохии, очевидно, в ожидании подавления мятежей. Дион Кассий упоминает некоторые из них, которые историк Фергюс Миллар относит к зиме 218—219 года. Один восставший Геллий Максим командовал IV Скифским легионом и в итоге был казнён. Другой, Вер, командовал Третьим легионом Gallica, который был распущен после подавления восстания.
Согласно Геродиану, зиму 218—219 года Гелиогабал провёл в Вифинии, возле Никомедии, а в первой половине 219 года направился в Италию через Фракию и Мёзию, в год второго консульства Гелиогабала. Геродиан утверждает, что Гелиогабал отправил в Рим свой портрет, который должен был быть повешен над статуей богини Виктории в Здании Сената, чтобы людей не шокировал восточный облик императора. Существовал ли в действительности такой портрет, неизвестно, и Дион Кассий не упоминает о нём. Если портрет действительно повесили над Викторией, то сенаторы были поставлены в двусмысленную позицию — совершение подношений богине выглядело и как подношения Гелиогабалу.
По дороге к столице он уже проявил своё самовластие — результат воспитания в духе восточного деспотизма: не ожидая сенатского решения, он принял титул Пий Счастливый, Проконсул с трибунской властью («Pius Felix Proconsul tribunicia potestate»).
По пути в Рим Гелиогабал со своими приверженцами казнили нескольких важных сподвижников Макрина, в том числе сирийского наместника Гая Фабия Агриппина и бывшего фракийского наместника Клавдия Аттала Патеркулиана. В августе или сентябре 219 года Гелиогабал въехал в столицу с торжественной церемонией adventus. Амнистия римского высшего класса была одобрена, однако юрист Ульпиан был выслан. Комазон получил должность префекта претория, затем в 220 году — консула и префекта города (трижды в 220—222 годах), что Дион Кассий назвал насилием над римскими порядками. Сам Гелиогабал занимал консульский пост третий год подряд к 220 году. Геродиан и «История Августов» утверждают, что Гелиогабал ставил на важные позиции своих союзников.
Отношения Гелиогабала с матерью и бабкой сложились хорошие, а их влияние и поддержка были сильными в начале правления, отчего Макрин объявил войну этим женщинам наравне с Гелиогабалом. Они стали первыми женщинами, допущенными в Сенат и получившими титулы сенаторов: Соэмия получила титул Clarissima, а Меса — более нетрадиционное Mater Castrorum et Senatus («Мать лагеря и Сената»). Они влияли на юного императора, а их изображения часто появлялись на монетах и документах того времени — уникальная честь для римской женщины.
В правление Гелиогабала постепенная девальвация римских ауреуса и денария продолжилась (серебро денария упало с 58 % до 46,5 %), чему дополнительно способствовала расточительность Гелиогабала, усилившая и без того тяжёлый финансовый кризис, при этом антониниан укрепился в цене ещё более, чем при Каракалле.

### Религиозная реформа

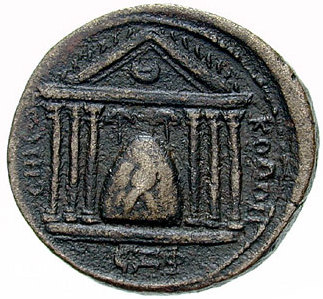
Камень Элагабала (байтил), возвращённый в храм в Эмесе на монете Урания Антонина

Со времён правления Септима Севера солнцепоклонничество распространилось по Империи. К концу 220 года Гелиогабал объявил Элагабала верховным божеством римского пантеона, а основной датой, предположительно, день зимнего солнцестояния. Гелиогабал получил титул «верховный жрец непобедимого бога, солнечного Элагабала, верховный понтифик» (sacerdos amplissimus dei invicti Soli Elagabali, pontifex maximus). То, что этот иноземный бог должен был почитаться больше Юпитера и наравне с Гелиогабалом, его верховным жрецом, шокировало многих римлян.
В знак уважения к римской религии или в попытке установить связь между новым и старыми объектами поклонения Гелиогабал назвал Астарту, Минерву, Уранию или условную комбинацию из всех трёх богинь в качестве супруги Элагабала. Также это могло быть попыткой обозначить Элагабала, Уранию и Афину как новую Капитолийскую триаду в Риме, заменяя тем самым Юпитера, Юнону и Минерву.
Гелиогабал вызвал новый всплеск возмущения, женившись на весталке Юлии Аквилии Севере, верховной жрице Весты, и объявив, что в браке родятся «богоподобные дети». Это было вопиющим нарушением законов и традиции, которая обязывала похоронить заживо весталку, вступившую в половую связь.
В северо-восточном углу Палатинского холма был выстроен храм Элагабалий в честь бога Элагабала, который символически обозначался чёрным коническим метеоритным камнем (baetylus — байтил) из Эмесы. Геродиан писал, что «имеется там некий огромный камень, снизу закругленный, кончающийся остриём, форма у него конусообразная, цвет же чёрный. Они торжественно заявляют, что он упал с неба, показывают какие-то незначительные выступы и вмятины от удара; они хотят, чтобы это было нерукотворное изображение солнца — так им хочется видеть». Здесь император, называвший себя sacerdos amplissimus dei invicti Solis Elagabali, каждый день совершал богослужение в сирийском костюме, с подведёнными глазами и бровями, с набелёнными и нарумяненными щеками, в присутствии всех должностных лиц Рима.

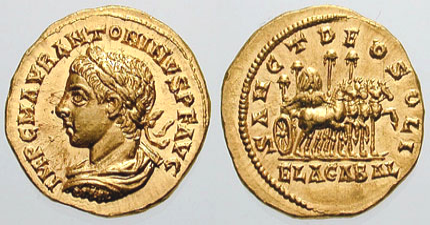
Золотая монета с изображением колесницы, везущей чёрный камень бога Элагабала

Дион Кассий отмечал, что Гелиогабал сделал обрезание и отказался от свинины, чтобы подчеркнуть своё благочестие и верность служения Элагабалу. Император приказал сенаторам наблюдать свой танец вокруг алтаря храма под звуки барабанов и кимвалов. Каждое летнее солнцестояние в честь бога устраивался праздник, который заслужил широкое одобрение масс из-за бесплатной раздачи еды. Во время праздника Гелиогабал проезжал на богато украшенной колеснице с чёрным камнем по городу:
Поставив самого бога на колесницу, разукрашенную золотом и драгоценными камнями, он вывозил его из города в предместье. Колесницу везла шестёрка белых коней, огромных и без единого пятна, украшенных в изобилии золотом и разноцветными бляхами; вожжи никто не держал, и на колесницу не всходил человек, вожжи были наброшены на бога, как будто возничим был он сам. Антонин бежал перед колесницей, отступая перед ней, глядя на бога и держа узду коней; он совершал весь путь, пятясь назад и глядя вперёд на бога.
В храме были собраны самые священные для римлян предметы: Кибела, огонь Весты, анкил, анцилии (щиты Салиев) и палладиум. Таким образом ни один другой бог не мог почитаться в отрыве от Элагабала. Хотя культ высмеивался современниками, поклонение солнцу оставалось популярным среди солдат и поощрялось несколькими последующими императорами.
Не довольствуясь обыкновенными религиозными церемониями, Гелиогабал устроил торжественное венчание своего бога с привезённой из Карфагена богиней Танит.

### Правление
В период правления Гелиогабала произошло много восстаний — Селевка, Квартина и Таврина. Сенат при Гелиогабале был совершенно унижен включением в его состав большого числа выходцев из Азии. Магистратура сделалась достоянием актёров, вольноотпущенников и слуг.

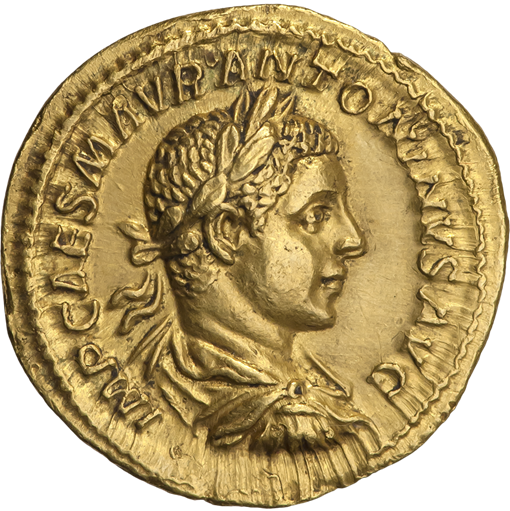
Ауреус с Гелиогабалом в плаще и лавровом венке. Ок. 218—219 гг., аверс, надпись IMP CAES M AVR ANTONINVS AVG

## Личная жизнь

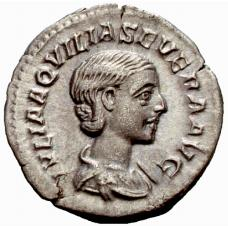
Юлия Аквилия Севера — вторая жена Гелиогабала. Её свадьба с императором была самой скандальной поскольку весталкам запрещалось выходить замуж

Информация о личной жизни императора основана на провокационных и сомнительных источниках. Дион Кассий утверждал, что Гелиогабал был женат пять раз (дважды на одной и той же женщине). На первой супруге Юлии Корнелии Пауле Гелиогабал женился до 29 августа 219 года, а в промежутке до 28 августа 220 года развёлся и женился на весталке Юлии Аквилии Севере. Затем развёлся с ней и женился в третий раз, согласно Геродиану, на Аннии Аврелии Фаустине, потомице сестры Марка Аврелия, вдове Помпония Басса (Pomponius Bassus), которого Гелиогабал незадолго до того казнил. В последний год своего правления Гелиогабал развёлся с Аннией Фаустиной и вновь женился на Аквилии Севере.
Дион Кассий (который обозначает Гелиогабала женским местоимением) писал, что мужем Гелиогабала был Гиерокл, бывший раб и колесничий, привезённый из Карии. «История Августов» утверждает, что Гелиогабал вступил в брак с мужчиной по имени Зотик, атлетом из Смирны, тогда как Дион Кассий называет Зотика лишь кубикуларием. Дион Кассий писал, что Гелиогабал торговал собой в тавернах и борделях, довольно часто оказываясь пойманным с поличным «мужем», который осыпал его за это грубой бранью и бил до синяков. Любовь Сарданапала (как Дион Кассий называл Гелиогабала) к этому человеку была не мимолётным увлечением, а чувством настолько сильным, что побоями он не только не возмущался, но любил за это «мужа» ещё больше и даже желал объявить его цезарем. Он хвалился, что ни одна продажная женщина не имела столько любовников, сколько он. Он ездил обнажённым на колеснице, запряжённой голыми блудницами, которых он подгонял палкой.
Дион Кассий утверждал, что Гелиогабалу нравилось называть себя «госпожой», «женой» и «царицей» Гиерокла. Император носил макияж, парики, предпочитал обращение к себе как к госпоже, а не господину, и якобы предлагал огромные деньги любому врачу, который смог бы провести ему операцию по смене пола.
Согласно И. Ертову, Гелиогабал гнушался ходить по земле, приказывал усыпать переходы от дворца до места, где садился в коляску, золотым и серебряным песком.

## Смерть

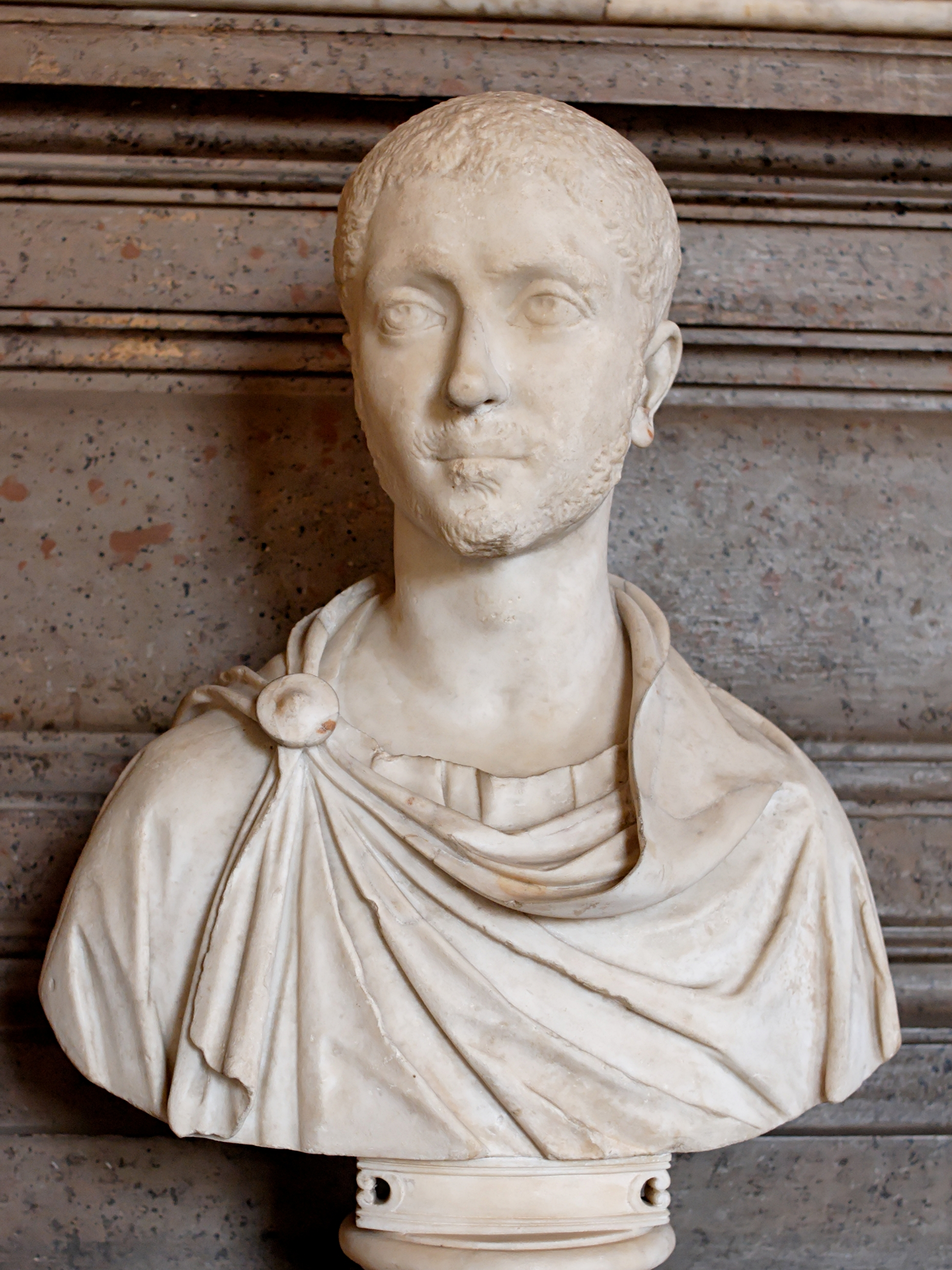
Двоюродный брат Гелиогабала — Александр Север

К 221 году вызывающее поведение Гелиогабала, особенно его отношения с Гиероклом, вызвали ярое возмущение Преторианской гвардии. Когда бабка Гелиогабала Юлия Меса догадалась, что народное возмущение растёт, то решила перевезти императора и его мать, которая поддерживала его религиозные практики. Преемником был выбран Марк Юлий Гессий Алексиан, сын другой дочери Юлии Месы, Юлии Мамеи. Благодаря греко-римскому воспитанию и высокому уровню образованности Алексиан был полной противоположностью Гелиогабалу.
Юлия Меса убедила Гелиогабала усыновить своего двоюродного брата, изменив ему имя на Александр, назначить его преемником и даровать титул цезаря. Александра короновали в июне 221 года, предположительно 26 июня. Вероятно, 1 июля Гелиогабал и Александр оба были названы consul designatus. В 222 году Гелиогабал стал консулом в 4-й раз в паре с Александром, но позже изменил своё решение, когда понял, что Преторианская гвардия предпочитает его брата ему. Гелиогабал распорядился совершить покушение на Александра, когда не получил поддержку Сената лишить того их общего титула. Дион Кассий утверждал, что Гелиогабал распространял слухи, будто Александр при смерти, чтобы увидеть реакцию Преторианской гвардии. Последовал бунт, стража потребовала встречи с Гелиогабалом и Александром в преторианском лагере.
Император подчинился и 11 марта 222 года вместе с матерью официально представил Александра. Солдаты приветствовали Александра, игнорируя Гелиогабала, который приказал арестовать и казнить всех, кто проявил неподчинение. В ответ гвардейцы набросились на Гелиогабала и его мать:
Он попытался тотчас ускользнуть, спрятавшись в ящик, и почти улизнул, но был схвачен и убит в возрасте восемнадцати лет. Его мать, которая держала его в объятиях, была убита вместе с ним. Их головы были отрублены, тела раздели и волокли по всему городу. Затем Сарданапал был брошен в Тибр, а труп его матери в другое место.
Многие другие были казнены вместе с ними или смещены, в том числе Гиерокл. Религиозные указы были отменены, а камень Гелиогабала отправлен обратно в Эмесу. Женщинам снова запретили посещать заседания Сената. В отношении Гелиогабала Сенат (якобы названный Гелиогабалом mancipia togata «группа рабов в тогах») принял damnatio memoriae («проклятие памяти»). На нескольких его изображениях, включая статую в полный рост в образе Геракла, лицо было заменено на лицо Александра. Также был наложен запрет на возможность принимать имя Антонин, которое он обесчестил.
Как всегда в случаях официального осуждения и damnatio memoriae, дошедшие до нас источники пестрят разнообразными обвинениями в адрес Гелиогабала. Есть основания считать, что многие из них преувеличены, особенно содержащиеся в Historia Augusta, поздней книге, написанной в конце IV века и изобилующей откровенным вымыслом автора (авторов); многие воспроизводят такие же рассказы о Калигуле, Нероне и других «плохих императорах». Большего доверия заслуживают сочинения современников Гелиогабала — Диона Кассия и Геродиана.

## Образ в искусстве

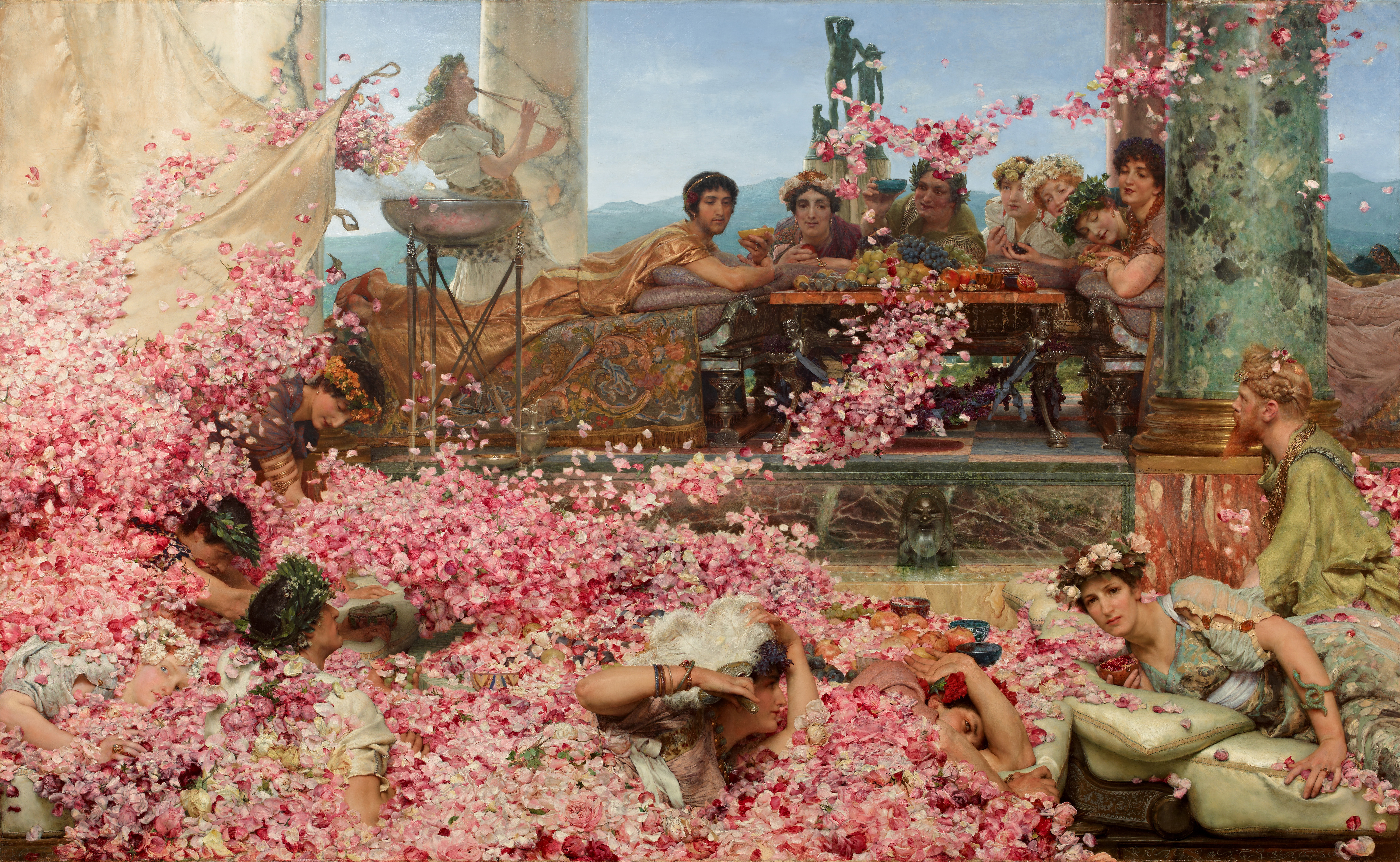
«Розы Гелиогабала». Картина Лоуренса Альма-Тадемы (1888), в основе сюжета которой баснословный рассказ «Истории августов», согласно которому пригласивший во дворец своих недоброжелателей Гелиогабал приказал рассыпать с потолка розы в таком количестве, что пирующие задохнулись насмерть

Противоречивая личность Гелиогабала фигурирует в литературе и искусстве. Он называется антигероем и аморальным эстетом в движении декадентства на рубеже XIX—XX веков.
В XIX и XX веках Гелиогабал вызывал большой интерес у деятелей искусства. Альбом «Шесть литаний Гелиогабалу» Джона Зорна.

### В кино
- 1911 — «Римская оргия[фр.]», немой фильм Луи Фейада[50]. В роли Гелиогабала — Жан Эме[фр.].
- 1964 — «Три центуриона»[англ.], французско-итальянский пеплум. В роли Гелиогабала — Альберто Чевенини[итал.].
- 2006 — «Безумные римские императоры[сербохорв.]», двухсерийный документальный фильм режиссёра Домагоя Бурича. О Гелиогабале рассказывается во второй серии[51].

### В художественной литературе
- 1888 — «Агония» (L’Agonie) Жана Ломбара[англ.][52], что вдохновило Луиса Купейруса на создание «Горы света» (De berg van licht) 1905-06 года.
- 1892—1919 — сборник поэзии Algabal Стефана Георге.
- 1934 — Héliogabale ou l’Anarchiste couronné Антонена Арто[53].
- 1960 — Family Favourites Альфреда Даггена
- 1961 — стихотворение He 'Digesteth Harde Yron Марианны Мур
- 1966 — Child of the Sun Кайла Онстотта и Ланса Хорнера
- 2020 — «Непобедимое солнце» Виктора Пелевина

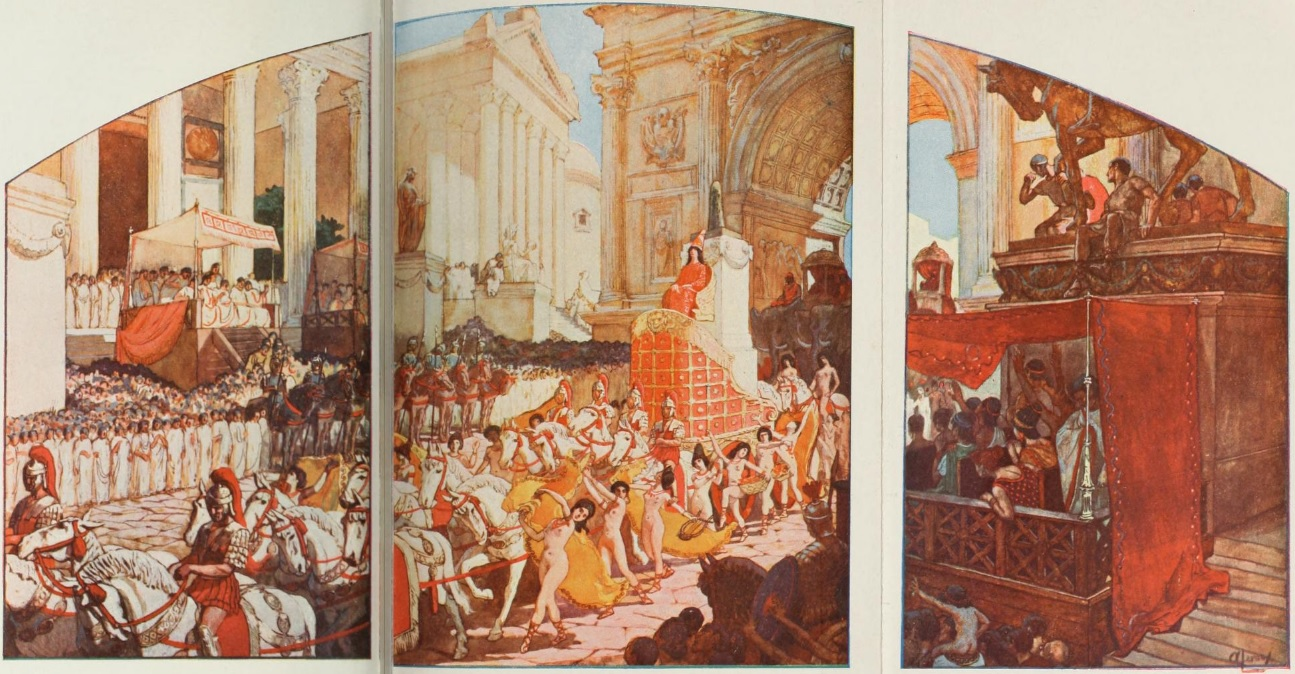
Огюст Леру. «Триумф Гелиогабала» (1902)
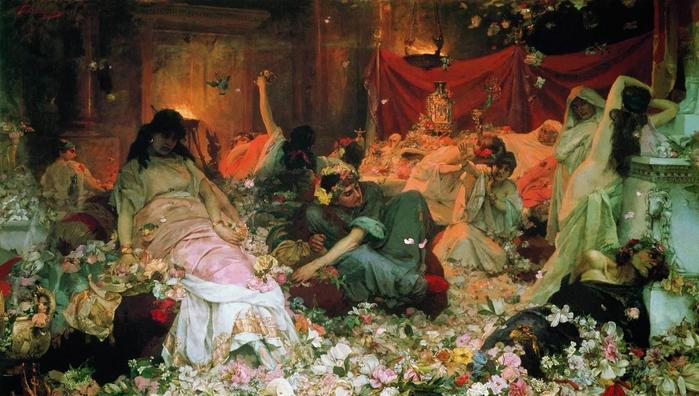
П. А. Сведомский. «Погребение в цветах»
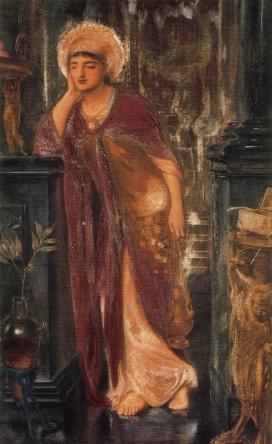
Симеон Соломон. Гелиогабал, священник Солнца (1866 г., карандаш и акварель.)